# پوزی
پوزی (به لاتین: Puzi) یک شهر در تایوان است که در شهرستان چیایی واقع شده‌است.
مموفوکو آندو تاجر و کارخانه‌دار مطرح ژاپنی متولد شهر پوزی بوده است.

## خصوصیات
پوزی ۴۳٬۲۵۰ نفر جمعیت دارد.